# Ford (Chivelstone)
Ford – przysiółek w Anglii, w Devon, w dystrykcie South Hams, w civil parish Chivelstone. Ford jest wspomniana w Domesday Book (1086) jako Forde/Forda W latach 1870–1872 osada liczyła 64 mieszkańców.